# Altavas
Altavas (Bayan ng Altavas) är en kommun i Filippinerna. Kommunen ligger på ön Panay, och tillhör provinsen Aklan. Folkmängden uppgår till 24 619 invånare år 2015.
Altavas är indelat i 14 barangayer.